# Eurytoma palliditarsis
Eurytoma palliditarsis är en stekelart som beskrevs av Cameron 1911. Eurytoma palliditarsis ingår i släktet Eurytoma och familjen kragglanssteklar. Inga underarter finns listade i Catalogue of Life.